# Liophidium
Genre
Liophidium est un genre de serpents de la famille des Lamprophiidae. 

## Répartition
Les espèces de ce genre se rencontrent sur l'île de Madagascar, dans l'archipel des Comores et dans les Mascareignes.

## Liste d'espèces
Selon The Reptile Database (21 déc. 2011) :
- Liophidium apperti Domergue, 1984
- Liophidium chabaudi Domergue, 1984
- Liophidium maintikibo Franzen, Jones, Raselimanana, Nagy, C’cruze, Glaw & Vences, 2009
- Liophidium mayottensis (Peters, 1874)
- Liophidium pattoni Vieites, Ratsoavina, Randrianiaina, Nagy, Glaw & Vences, 2010
- Liophidium rhodogaster (Schlegel, 1837)
- Liophidium therezieni Domergue, 1984
- Liophidium torquatum (Boulenger, 1888)
- Liophidium trilineatum Boulenger, 1896
- Liophidium vaillanti (Mocquard, 1901)

## Publication originale
- Boulenger, 1896 : Catalogue of the snakes in the British Museum. London, Taylor & Francis, vol. 3, p. 1-727 (texte intégral).